# Nepenthes vieillardii
Nepenthes vieillardii ist eine fleischfressende Pflanze aus der Familie der Kannenpflanzengewächse (Nepenthaceae). Sie ist ausschließlich auf Neukaledonien zu finden.

## Beschreibung
Nepenthes vieillardii wächst kriechend oder kletternd und bildet verzweigte, bis 8 m lange Stängel. Die Blattspreite sind linealisch oder länglich, bis zu 35 cm lang und 8 cm breit, die Spitze stumpf oder abgerundet und der Spreitengrund verschmälert, manchmal etwas stielartig. Die Färbung der Spreite kann grün, dunkelgrün oder violett sein, neu entwickelte Blätter können hellorangerot sein und sich mit zunehmendem Alter allmählich grün verfärben. Stängel, Ranken und Mittelrippen sind grün, gelb oder gelegentlich orange oder rot. Die meisten Teile voll entwickelter Pflanzen können dicht mit weichen, kurzen, weißen Haaren besetzt sein.
Die Kannen weisen einen deutlichen Dimorphismus auf. Die bis zu 17 cm langen and 6 cm breiten unteren Kannen sind an der Basis eiförmig und geschwollen, manchmal fast kugelförmig. Nach oben hin werden sie zylindrisch bis etwas trichterförmig. Sie weisen hervorstehende gefranste Flügelleisten von bis zu 18 mm Breite auf. Die oberen Kannen variieren stark in ihrem Erscheinungsbild, sie sind trichter- oder glockenförmig, meist etwas bauchig und in der Mitte leicht eingeschnürt. Sie werden bis 21 cm hoch und 5 cm breit. Das Peristom ist zylindrisch, glänzend bis 5 mm breit mit 0,3 mm hohen Rippen im Abstand von 0,4 mm. Die Rippen können auch nicht erkennbar sein. Das Peristom ist von gleichförmiger Breite, nur zum Deckel hin wird es etwas schmaler, hier gibt es auch oft eine Lücke von einigen Millimetern. Der Deckel ist annähernd rund, gelegentlich eiförmig oder elliptisch, bis 5 cm lang und 5 cm breit und ohne Anhang.
Die Blüten stehen in Rispen, die Blütenstiele sind bis 10 cm, die Hauptachse (Rhachis) bis 25 cm lang. Die einzelnen Blüten mit länglichen bis etwas kreisrunden, bis zu 5 mm langen Tepalen  stehen auf bis zu 6 mm langen, kräftigen Stielen. Die Früchte sind 8 bis 20 mm, die Samen im Allgemeinen 9 mm lang.

## Ökologie
In den Kannen von Nepenthes vieillardii wurden Eier und Larven der Stechmückengattung Tripteroides gefunden.

## Verbreitung
Nepenthes vieillardii ist ausschließlich auf Neukaledonien zu finden. Sie wächst dort in Strauchwerk oder Wäldern an Fließgewässern in Höhenlagen zwischen 30 und 800 Meter. Gewöhnlich handelt es sich bei den Beständen um kleine isolierte Populationen.

## Systematik und Gefährdung
Nepenthes vieillardii wurde um 1873 von Joseph Dalton Hooker erstbeschrieben. Der wissenschaftliche Artname ehrt den französischen Naturforscher Eugène Vieillard (1819–1896) der 1862 Neukaledonien bereiste und als einer der ersten Naturforscher diese Art eingehend beobachtete. Die Art wurde zeitweise in vier Varietäten untergliedert, die aber mittlerweile sämtlich zusammengefasst werden. Die lange zur Art gerechneten Populationen auf Neuguinea wurden 1997 als eigene Art (Nepenthes lamii) erstbeschrieben.
Nepenthes vieillardii wird im Washingtoner Artenschutzübereinkommen in Anhang II aufgeführt. Nach der IUCN ist die Art in weiten Teilen Neukaledoniens verbreitet. Die Population ist sehr groß und Nepenthes vieillardii kommt auch in Gebieten vor, in denen Störungen auftreten können. Außerdem scheint es derzeit keinen nennenswerten Bedrohungen zu geben, so dass die Art als nicht gefährdet (Least Concern, LC) eingestuft wird.

## Nachweise
1. 1 2 3 4 5  Nepenthes vieillardii bei Caryophyllales.org nach S. A. McPherson: Pitcher Plants of the Old World 2. 2009. (Online)
2. 1 2 3  K. Kurata, Tanguy Jaffré, Hiroaki Setoguchi: Variation of pitcher morphology within Nepenthes vieillardii Hook. f. (Nepenthaceae) in New Caledonia. 2004 in: Acta Phytotax .Geobot, 55 (3), S 181–197. (Online)
3. ↑  Mandayam O. T. Iyengar: Eggs of two species of Tripteroides Giles from New Caledonia (Diptera: Culicidae). In: Australian Journal of Entomology. Bd. 8, Nr. 2, 1969, ISSN 1326-6756, S. 214–216, doi:10.1111/j.1440-6055.1969.tb00761.x.
4. 1 2  Matthew Jebb, Martin Cheek: A Skeletal Revision of Nepenthes (Nepenthaceae). In: Blumea. Bd. 42, 1997, ISSN 0006-5196, S. 1–106, hier S. 90, (Digitalisat (PDF; 8,82 MB)).
5. ↑  IUCN

## Weiterführende Literatur
- Peter Jones, Mark Wilson: A Field Trip to New Caledonia. In: Carnivorous Plant Newsletter. Bd. 16, Nr. 3, 1987, ISSN 0190-9215, S. 74–82, (Online; (PDF; 2,1 MB)).
- Kaoruko Kurata, Tanguy Jaffré, Hiroaki Setoguchi: Genetic diversity and geographical structure of the pitcher plant Nepenthes vieillardii in New Caledonia: A chloroplast DNA haplotype analysis. In: American Journal of Botany. Bd. 95, Nr. 12, 2008, ISSN 0002-9122, S. 1632–1644, doi:10.3732/ajb.0800129.